# República Popular China en los Juegos Olímpicos de Sídney 2000
La República Popular China estuvo representada en los Juegos Olímpicos de Sídney 2000 por un total de 271 deportistas, 91 hombres y 180 mujeres, que compitieron en 28 deportes.
El portador de la bandera en la ceremonia de apertura fue el jugador de baloncesto Liu Yudong.

## Medallistas
El equipo olímpico chino obtuvo las siguientes medallas:
| Nombre                                                            | Deporte            | Competición                    |
| ----------------------------------------------------------------- | ------------------ | ------------------------------ |
| Oro                                                               |                    |                                |
| Wang Liping                                                       | Atletismo          | 20 km marcha F                 |
| Ji Xinpeng                                                        | Bádminton          | Individual M                   |
| Gong Zhichao                                                      | Bádminton          | Individual F                   |
| Ge Fei Gu Jun                                                     | Bádminton          | Dobles F                       |
| Gao Ling Zhang Jun                                                | Bádminton          | Dobles mixto                   |
| Liu Xuan                                                          | Gimnasia           | Barra F                        |
| Li Xiaopeng                                                       | Gimnasia           | Caballo con arcos M            |
| Huang Xu Li Xiaopeng Xiao Junfeng Xing Aowei Yang Wei Zheng Lihui | Gimnasia           | Concurso completo por eqs. M   |
| Yang Xia                                                          | Halterofilia       | 53 kg F                        |
| Chen Xiaomin                                                      | Halterofilia       | 63 kg F                        |
| Lin Weining                                                       | Halterofilia       | 69 kg F                        |
| Ding Meiyuan                                                      | Halterofilia       | +75 kg F                       |
| Zhan Xugang                                                       | Halterofilia       | 77 kg M                        |
| Tang Lin                                                          | Judo               | –78 kg F                       |
| Yuan Hua                                                          | Judo               | +78 kg F                       |
| Fu Mingxia                                                        | Saltos             | Trampolín 3 m F                |
| Li Na Sang Xue                                                    | Saltos             | Plataforma 10 m sincronizada F |
| Xiong Ni                                                          | Saltos             | Trampolín 3 m M                |
| Tian Liang                                                        | Saltos             | Plataforma 10 m M              |
| Xiao Hailiang Xiong Ni                                            | Saltos             | Trampolín 3 m sincronizado M   |
| Chen Zhong                                                        | Taekwondo          | +67 kg F                       |
| Wang Nan                                                          | Tenis de mesa      | Individual F                   |
| Li Ju Wang Nan                                                    | Tenis de mesa      | Dobles F                       |
| Kong Linghui                                                      | Tenis de mesa      | Individual M                   |
| Wang Liqin Yan Sen                                                | Tenis de mesa      | Dobles M                       |
| Tao Luna                                                          | Tiro               | Pistola de aire 10 m F         |
| Cai Yalin                                                         | Tiro               | Rifle de aire 10 m M           |
| Yang Ling                                                         | Tiro               | Blanco móvil 10 m M            |
| Plata                                                             |                    |                                |
| Huang Nanyan Yang Wei                                             | Bádminton          | Dobles F                       |
| Dong Zhaozhi Wang Haibin Ye Chong                                 | Esgrima            | Florete por eqs. M             |
| Ling Jie                                                          | Gimnasia           | Barras asimétricas F           |
| Yang Wei                                                          | Gimnasia           | Concurso completo ind. M       |
| Wu Wenxiong                                                       | Halterofilia       | 56 kg M                        |
| Li Shufang                                                        | Judo               | –63 kg F                       |
| Guo Jingjing                                                      | Saltos             | Trampolín 3 m F                |
| Li Na                                                             | Saltos             | Plataforma 10 m F              |
| Fu Mingxia Guo Jingjing                                           | Saltos             | Trampolín 3 m sincronizado F   |
| Hu Jia                                                            | Saltos             | Plataforma 10 m M              |
| Hu Jia Tian Liang                                                 | Saltos             | Plataforma 10 m sincronizada M |
| Li Ju                                                             | Tenis de mesa      | Individual F                   |
| Sun Jin Yang Ying                                                 | Tenis de mesa      | Dobles F                       |
| Kong Linghui Liu Guoliang                                         | Tenis de mesa      | Dobles M                       |
| Tao Luna                                                          | Tiro               | Pistola deportiva 25 m F       |
| Wang Yifu                                                         | Tiro               | Pistola de aire 10 m M         |
| Bronce                                                            |                    |                                |
| Xia Xuanze                                                        | Bádminton          | Individual M                   |
| Ye Zhaoying                                                       | Bádminton          | Individual F                   |
| Gao Ling Qin Yiyuan                                               | Bádminton          | Dobles F                       |
| Jiang Cuihua                                                      | Ciclismo en pista  | Contrarreloj F                 |
| Li Na Liang Qin Yang Shaoqi                                       | Esgrima            | Espada por eqs. F              |
| Liu Xuan                                                          | Gimnasia           | Concurso completo ind. F       |
| Yang Yun                                                          | Gimnasia           | Barras asimétricas F           |
| Zhang Xiangxiang                                                  | Halterofilia       | 56 kg M                        |
| Liu Yuxiang                                                       | Judo               | –52 kg F                       |
| Sheng Zetian                                                      | Lucha grecorromana | 58 kg M                        |
| Liu Guoliang                                                      | Tenis de mesa      | Individual M                   |
| Gao Jing                                                          | Tiro               | Rifle de aire 10 m F           |
| Gao E                                                             | Tiro               | Foso F                         |
| Niu Zhiyuan                                                       | Tiro               | Blanco móvil 10 m M            |